# Eila Hiltunen
Eila Vilhelmina Hiltunen (22. november 1922, Sortavala – 10. oktober 2003, Helsinki) je bila finska kiparka. Najbolj znana je po Sibeliusovem spomeniku (1967). Hiltunenin kip, ki spominja na manjšo različico Sibeliusovega spomenika, stoji na sedežu Združenih narodov v New Yorku.

## Življenje
Hiltunen se je rodila v uspešni družini leta 1922. Njen oče je vlagal v avtomobile, njena mati pa je močno podpirala svojo edinko. Obeti družine so se dramatično spremenili med gospodarskim zlomom leta 1929 in njen oče je začel piti. Umrl je leta 1941 in vzgojila jo je mati. Hiltunenine umetniške ambicije so bile okrepljene na Finski umetniški akademiji, kjer je dvakrat prejela nagrado za kiparstvo.
Leta 1944 se je poročila in imela otroke. Ona in njen včasih nasilni mož sta imela težaven odnos. Vedno je uporabljala svoje rojstno ime. Njun zakon je trajal 50 let do smrti Otsa Pietinena, čeprav nista bila vedno skupaj.
Hiltunen je najbolj znana po Sibeliusovem spomeniku, ki je bil zgrajen leta 1967. Skulptura je zmagala na natečaju, ki ga je organiziralo društvo Sibelius po skladateljevi smrti leta 1957. Je ena najbolj priljubljenih turističnih znamenitosti v Helsinkih.
Čeprav njena abstraktna skulptura piščali zdaj velja za pomembno finsko znamenitost, je bil prvi sprejem kontroverzen. Ugovor je bil osredotočen na abstraktno zasnovo; in čeprav je bil dizajn videti kot stilizirane orgelske cevi, je bilo znano, da je skladatelj ustvaril malo glasbe za orgle. Da bi odpravila zaskrbljenost svojih kritikov, je morala poleg glavne skulpture dodati Sibeliusov obraz. Skulptura Hiltunenove, ki spominja na manjši Sibeliusov spomenik, stoji na območju sedeža Združenih narodov v New Yorku.
Hiltunen je leta 2000 prejela finsko nagrado. Njen mož Otso Pietinen je umrl leta 1993, Hiltunen pa leta 2003.
Leta 2022 je bila velika retrospektiva Hiltuneninih del v umetniškem muzeju Didrichsen v Helsinkih, da bi obeležili 100. obletnico njenega rojstva.